# Clubiona odelli
Clubiona odelli là một loài nhện trong họ Clubionidae.
Loài này thuộc chi Clubiona. Clubiona odelli được miêu tả năm 1958 bởi Edwards.